# گراول سوئیچ (کنتاکی)
گراول سوئیچ (به انگلیسی: Gravel Switch) یک منطقهٔ مسکونی در ایالات متحده آمریکا است که در شهرستان ماریون، کنتاکی واقع شده‌است. گراول سوئیچ ۲۷۷٫۰۷ متر بالاتر از سطح دریا واقع شده‌است.